# Güce (district)
Güce is een Turks district in de provincie Giresun en telt 8.754 inwoners (2007). Het district heeft een oppervlakte van 407,6 km². Hoofdplaats is Güce.
De bevolkingsontwikkeling van het district is weergegeven in onderstaande tabel.
| 1997  | 2000  | 2007  |
| ----- | ----- | ----- |
| 8.253 | 8.679 | 8.754 |